# المنطقة الميتة (رواية)
المنطقة الميتة (بالإنجليزية: The Dead Zone)‏ هي رواية تشويق وإثارة خارقة للطبيعة للكاتب ستيفن كينغ، نُشرت في عام 1979، وهي روايته السابعة والرواية الخامسة التي نُشرت باسمه. تحكي الرواية قصة جوني سميث، الذي أصيب بحادث وبقي في غيبوبة ما يقارب خمس سنوات، وعند استيقاظه من الغيبوبة ظهرت لديه على الاستبصار والتنبؤ بالأحداث قبل وقوعها إلى حد ما، وذلك بسبب وجود «منطقة ميتة» في دماغه الذي حدث فيه ضرر دائم جراء الحادث.
على الرغم من نجاح كتب كينغ الأولى، إلاّ أن المنطقة الميتة كانت أول رواية من بين رواياته تحوز على ترتيب في قائمة العشر كتب الأفضل مبيعاً في الولايات المتحدة الأميركية. ورُشّح الكتاب أيضًا لنيل جائزة لوكوس عام 1980 وكان مُهدًى لابنه أوين.
اقتُبِسَ عن الكتاب فيلم في عام 1983 بالإضافة لمسلسل تلفزيوني.

## ملخص الحبكة
نتعرف في مقدمة الرواية على الشخصيتين الرئيسيتين. يفقد الفتى الصغير جون سميث وعيه في عام 1953 بسبب ضربة تلقاها أثناء تزلجه على الجليد، ويتفوَّه أثناء استعادته لوعيه برسالة غريبة لرجل بالغ كان حاضراً وقت الحادثة وكان فحوى الرسالة: (توقف عن تحفيزها). بعد أيام قليلة يتعافى رأس جوني، ويتوقف عن التفكير بالموضوع. وبعد أشهر قليلة، يتلقى الرجل البالغ إصابة بليغة أثناء محاولته تحفيز إقلاع محرك سيارته. بعد سنتين، وفي حادث غير ذي صلة في ولاية آيوا، يركل رجل يُدعى غريغ ستيلسون كلبًا شرسًا بحقدٍ حتى الموت، ويعمل غريغ في بيع الإنجيل من خلال تجوله على المنازل ويعاني من مشاكل عاطفية وجنون العظمة.
يصبح جوني بحلول عام 1970 معلمًا في مدرسة ثانوية شرق ولاية مين. يتعرض جوني لحادث سيارة في طريق عودته إلى منزله ويدخل في غيبوبة مدتها أربع سنوات ونصف، وذلك بعد زيارته لمعرض المقاطعة بصحبة حبيبته (سارة) التي تفوز في لعبة الحظ بشكل مريب عدة مرات. عند استيقاظه، يجد جوني نفسه مصابًا بأذية عصبية، ولكنه عندما يلمس الأشخاص يستطيع إخبارهم أشياء لا يعلمونها. يعلم على سبيل المثال أن ابن الممرضة سيخضع لعملية جراحية ناجحة، ويقول إن والدة الطبيب التي كان يُعتقد بأنها ميتة منذ زمن طويل تعيش في كارمل (كاليفورنيا)، ويحذر المعالجة الفيزيائية من أن منزلها سيحترق، ويخبر سارة بأن خاتم زفافها الضائع موجود في جيب حقيبة السفر لديها، ويروي لاحقًا قصة قلادة القديس كريستوفر التي يمتلكها صحافيٌّ مشكك.
يتجاهل جوني تقارير وسائل الإعلام المحلية عن قدراته الخارقة للطبيعة ويقبل عرضًا لاستئناف عمله في التدريس، ولكنه يبدأ يعاني من آلام شديدة في الرأس. يذهب ريتشارد ديز مراسل الصحيفة الوطنية «إنسايد فّيو» إلى منزل جوني في زيارة غير مرغوب فيها ليعرض عليه عملًا مربحًا وهو كتابة توقعات ما ورائية للجريدة. يطرده جوني بعنف من بيته عندما يوضح له أن التنبؤات التي ستُنشر ستكون عبارة عن تنبؤاتٍ مزيفةً ولكنها ستنشر تحت اسمه. تنشر «إنسايد فيو» في رد خبيث على ذلك قصة تقول فيها بإن استبصاره هو أمر زائف، ولكن ذلك يريح جوني الذي كان يأمل بأن يكمل حياةً طبيعية.
ولكن يخيب أمله بسرعة عندما يتواصل معه الشريف جورج بانيرمان الذي كان منهمكًا في حل سلسلة من الجرائم. يتردد جوني في البداية خوفًا من جذب المزيد من الشهرة غير المرغوب فيها ولكنه يغير رأيه بعد أن تكون آخر ضحايا القاتل فتاة في التاسعة من عمرها. توفِّر حاسة جوني الإضافية معلومات كافية لتحديد هوية القاتل، ويكون مساعد بانيرمان السادي الجنسي الذي ينتحر ويترك رسالة اعتراف بعد معرفته بتدخل جوني في القضية. تتحقق مخاوف جوني بعد أن يثير انتشار خبر الحادثة في البلاد اهتمام العامة بظاهرة الاستبصار لديه.

## روابط خارجية
- المنطقة الميتة (رواية) على موقع الموسوعة البريطانية (الإنجليزية)